# Saint-Nicolas, Italien
Saint-Nicolas är en stad i Valle d'Aosta i Italien. Kommunen hade 307 invånare (2017) och har italienska och franska som officiella språk. Saint-Nicolas gränsar till kommunerna Arvier, Avise, Saint-Pierre och Villeneuve.